# Paracetamol
El paracetamol, o acetaminofè és un fàrmac molt utilitzat que té propietats analgèsiques i antipirètiques semblants a les de l'aspirina, però no té activitat antiinflamatòria, ni exerceix cap efecte antiplaquetari. Per tant, la gent al·lèrgica als antiinflamatoris no esteroidals (AINE) podrà prendre paracetamol, ja que no té efecte antiinflamatori.
El paracetamol pertany a la família dels paraaminofenols. Molts autors consideren aquest fàrmac com antiinflamatori no esteroidal perquè el seu mecanisme d'acció i els efectes analgèsics i antipirètics són molt semblants, però normalment no s'inclou en aquest grup de medicaments, perquè no té gaire efecte antiinflamatori.
A diferència dels fàrmacs opioides, el paracetamol no té un efecte depressor respiratori i no provoca alteracions de personalitat i de l'estat d'ànim, si bé pot influir a l'hora d'assumir riscos en el procés de presa de decisions a nivell individual. De la mateixa manera que els antiinflamatoris no esteroidals no es relacionen amb problemes d'addicció, tolerància o la síndrome d'abstinència.
Els noms de paracetamol i acetaminofè provenen de la nomenclatura tradicional de la química orgànica N-acetil-para-aminofenol i para-acetil-aminofenol.

## Història
Harmon Northrop Morse va descriure per primera vegada el 1878 la producció de paracetamol com a producte de la reducció de p-nitrofenol amb zinc en àcid acètic glacial (àcid acètic concentrat). Joseph von Mering, un dels descobridors del barbital, va utilitzar el paracetamol per primera vegada en medicina el 1887; però el seu ús va causar poc interès. En els anys següents, dues substàncies estretament relacionades amb el paracetamol, l'acetanilida i la fenacetina, van adquirir una importància terapèutica significativament més gran.
El 1893, el paracetamol es va detectar per primera vegada a l'orina d'una persona que havia pres fenacetina. El 1899, el paracetamol també es va reconèixer com a metabòlit de l'acetanilida; aquests descobriments, però, van romandre sense ressonància, de manera que el paracetamol encara no s'utilitzava en medicina.

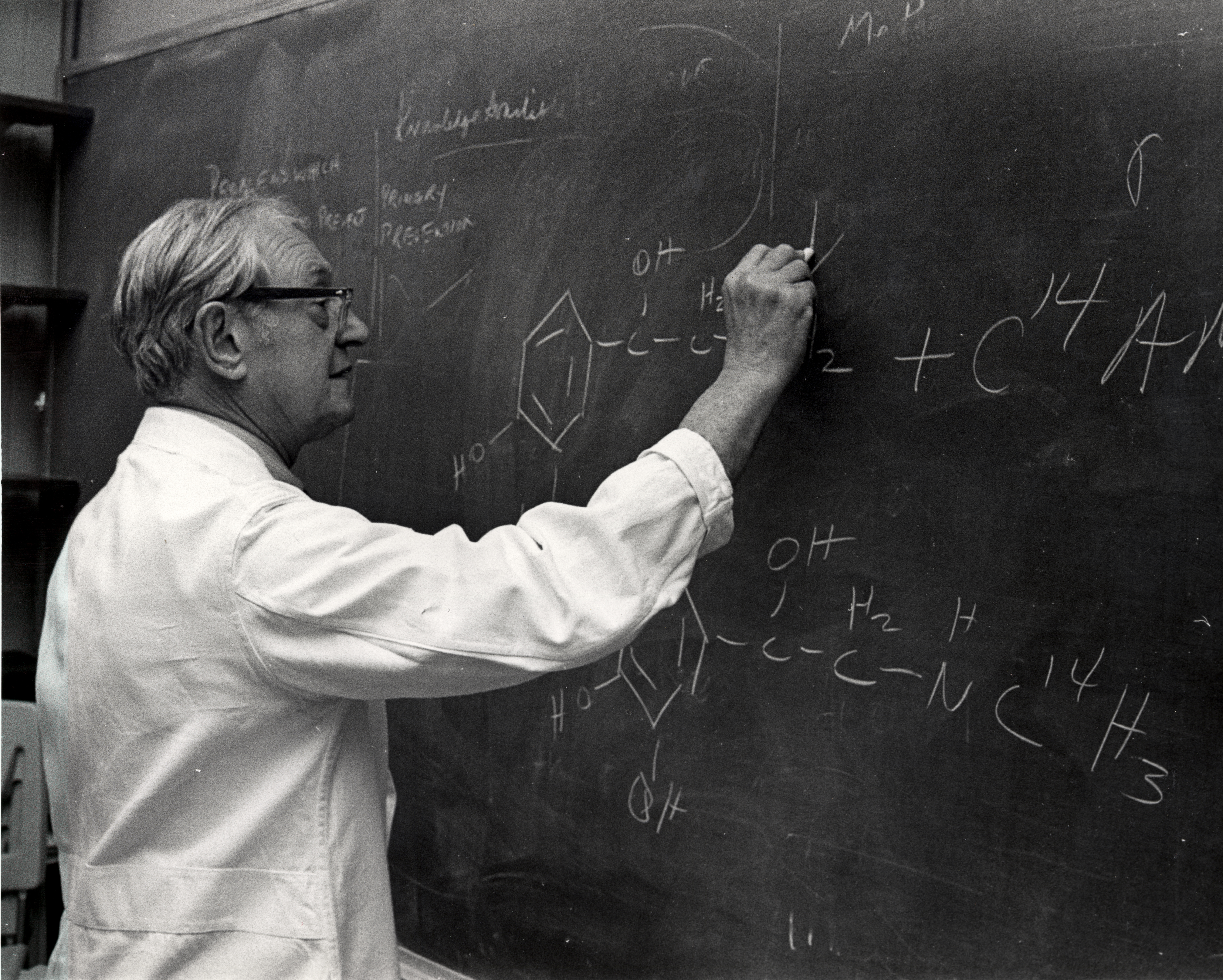
Julius Axelrod, 1973

El paracetamol no va sortir al coneixement públic fins després de la Segona Guerra Mundial, quan va ser identificat per segona vegada com a metabòlit de la fenacetina per Bernard B. Brodie i Julius Axelrod al Departament de Salut de la Ciutat de Nova York el 1948. En nom del govern, van investigar nous analgèsics i van demostrar en el seu treball que l'efecte analgèsic de l’acetanilida i la fenacetina es deu totalment al producte de degradació d’aquestes substàncies, el paracetamol. Van suggerir l'ús d'aquesta substància en estat pur per evitar els efectes secundaris tòxics de les substàncies originals.
El paracetamol es va utilitzar per primera vegada en un medicament per al públic el 1955 als EUA a l'elixir infantil Tylenol de McNeil Laboratories. El paracetamol es pot administrar des del 1956 en forma de pastilles amb 500 mg del principi actiu i es va vendre al Regne Unit amb la marca Panadol, fabricada per Frederick Stearns & Co, una filial de Sterling Drug Inc. Només es podia obtenir amb recepta mèdica i es va anunciar com un calmant del dolor o agent antidolor que no causava molèsties gàstriques. L'àcid acetilsalicílic, que ja es coneixia aleshores, és un fàrmac que irrita més l'estómac. El 1958 va sortir al mercat una versió infantil de la preparació anomenada Panadol Elixir. El 1959, el paracetamol va ser llançat al mercat alemany per la companyia municenca bene-Arzneimittel com a primera mono-preparació amb la marca ben-u-ron.
El paracetamol està monografiat a la Farmacopea Britànica, la British Pharmacopoeia, des de 1963. Poc després també es va incloure a les farmacopees d'altres països europeus. A Espanya, la primera especialitat oral de paracetamol sol va aparèixer el 1974 i després de molts anys d'ús manté una posició preeminent com a medecina contra el dolor i/o la febre pel seu perfil d'activitat farmacològica, eficàcia, seguretat, disponibilitat i cost.
El 1982 es va produir un cas de sabotatge de productes als EUA, les conseqüències del qual van portar l'agència estatal responsable, l'Administració d'Aliments i Fàrmacs (FDA), a dictar regulacions de protecció més estrictes. Set pacients van morir a causa de preparats de paracetamol enverinat amb cianur de potassi. Es van retirar fàrmacs amb un valor de mercat de 100 milions de dòlars EUA. Des de l'any 2009 la normativa de la FDA obliga els fabricants del país a advertir en el prospecte dels riscos de l'acetaminofè pres a dosis molt altes o juntament amb begudes alcohòliques. El 2011, a més d'establir altres mesures de seguretat, la FDA va limitar la quantitat del fàrmac a 325 mg per unitat de dosi.

## Descripció del fàrmac
El paracetamol és un metabòlit de la fenacetina, un analgèsic molt usat antigament que, per ser tòxic a les dosis terapèutiques i metabolitzades a paracetamol, ja no és utilitzat. El paracetamol posseeix propietats analgèsiques i antipirètiques equivalents a les de l'aspirina, però no té activitat antiinflamatòria ni exerceix cap efecte antiplaquetari. És, però, un feble inhibidor de la ciclooxigenasa-1 de les plaquetes i a dosis altes pot alterar la seva funció hemostàsica. Pres per via oral, és absorbit majoritàriament en el duodè de manera ràpida i quasi completa, amb una biodisponibilitat propera al 90 per cent.
El paracetamol s'utilitza amb eficàcia i de manera segura en el tractament del dolor moderat agut i crònic, i és considerat com l'analgèsic d'elecció per la major part dels autors en els pacients de més de 50 anys. També és l'analgèsic d'elecció quan l'aspirina no és ben tolerada o quan està contraindicada. El paracetamol està utilitzant-se des de finals del segle xix i es pot adquirir sense prescripció mèdica. És un adulterant comú en diverses drogues, particularment de l'heroïna, ja que ambdues substàncies tenen un punt de fusió similar. A banda d'aquest, el paracetamol té altres usos i abusos no convencionals: induir el son, tranquil·litzar als nens, purgant en casos de trastorns alimentaris, substància de dopatge o additiu en els narguils, el kat per mastegar i les begudes alcohòliques.

### Mecanisme d'acció
Es desconeix el mecanisme exacte de l'acció del paracetamol encara que se sap que actua a nivell cerebral i que interfereix la seva connectivitat funcional entre determinades regions claus implicades en la resposta evocada del cervell al dolor, com ara la substància grisa periaqüeductal. Es creu que el paracetamol augmenta el llindar al dolor inhibint les ciclooxigenases en el sistema nerviós central, enzims que participen en la síntesi de les prostaglandines. El paracetamol també sembla inhibir la síntesi i/o els efectes de diversos mediadors químics que sensibilitzen els receptors del dolor als estímuls mecànics o químics.

## Indicacions i posologia
El paracetamol és un fàrmac que està indicat en el tractament del dolor lleuger o moderat o de la febre. Alguns dels casos en els quals es podria administrar paracetamol són: cefalees, miàlgies, dolor postquirúrgic, dolor d'espatlla, artritis, dolor dental, lumbàlgia, dismenorrea o molèsties associades als refredats o la grip. El paracetamol endovenós no augmenta la capacitat analgèsica del fàrmac, però pot ser usat en circumstàncies especials quan les altres vies no són adequades i efectives. Eventualment, és una opció farmacològica vàlida per tractar el ductus arteriós persistent en prematurs o nadons de pes baix.

### Administració oral o rectal
- Adults i infants > 12 anys: 325-650 mg per via oral o rectal cada 4-6 hores. Alternativament, 1.000 mg, 2-4 vegades al dia. No han de sobrepassar-se dosi de més d'1 g de cop o més de 4 g al dia.
- Infants < 12 anys: 10-15 mg/kg per via oral o rectal cada 4-6 hores.
- No administrar més de cinc dosi en 24 hores.
- Nadons: 10-15 mg/kg per quilo per via oral cada 6-8 hores.

### Malalts amb insuficiència hepàtica

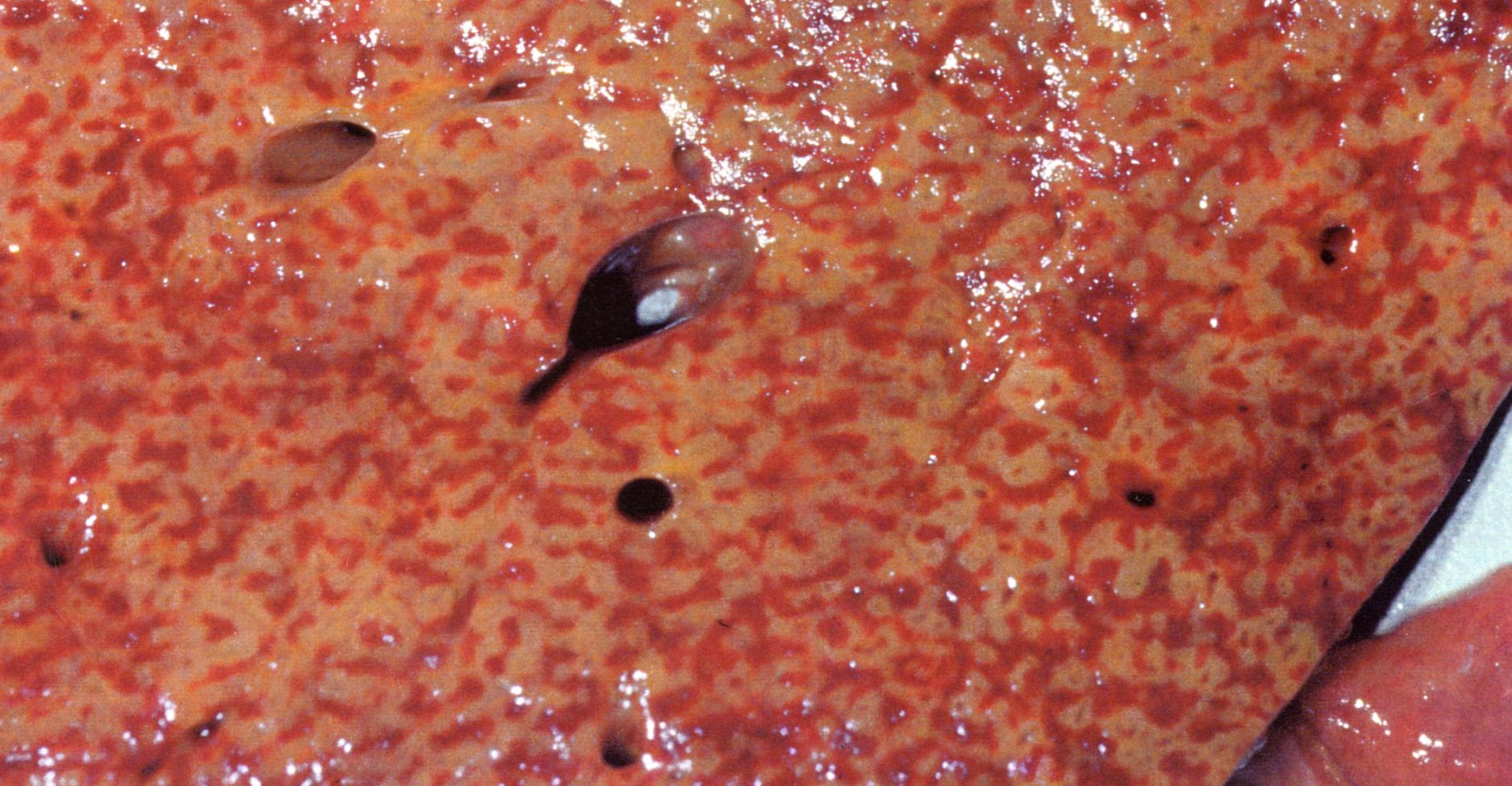
Fetge en una intoxicació per acetaminofé

El paracetamol s'ha d'usar amb precaució en individus que tenen la funció hepàtica alterada, alcohòlics o amb hepatitis crònica. Els pacients amb cirrosi hepàtica compensada i no bebedors actius poden ser tractats amb dosis terapèutiques de paracetamol per a l'alleugeriment de dolor esporàdic de curta durada, sense que apareguin efectes adversos.

### Pacients amb insuficiència renal
Tot i que el paracetamol és el fàrmac d'elecció per al tractament del dolor episòdic en els malalts renals, no es recomana el seu ús crònic. Cal ajustar les dosis del fàrmac en funció de la resposta clínica i del grau d'insuficiència renal. Se sap que els AINEs poden reduir l'excreció urinària de sodi i potassi, disminuint de manera significativa la taxa d'aclariment de la creatinina. A les dosis adequades, el paracetamol no provoca aquestes alteracions en la diüresi, ja que no modifica el flux sanguini renal o l'índex de filtració glomerular.

## Contraindicacions i precaucions
El paracetamol és un fàrmac molt utilitzat avui en dia per la seva efectivitat i baix cost. Moltes persones en fan ús i algunes s'automediquen d'una manera abusiva. Per aquest motiu, cal conèixer les contraindicacions i precaucions que s'han de prendre abans d'administrar paracetamol. En els nens, la dosi és tòxica quan es superen els 150 mg per quilo de pes corporal. S'ha descrit algun cas d'insuficiència hepàtica aguda neonatal a conseqüència de l'administració desmesurada de paracetamol oral.
El paracetamol és un fàrmac que pot interaccionar amb altres medicaments i compostos. Per exemple: el formaldehid, els antiinflamatoris no esteroidals, els anticonceptius orals, els anticoagulants com la warfarina, els fàrmacs hipolipemiants, determinats flavonoides i alguns antibiòtics com ara la flucloxacil·lina, la rifampicina, la isoniazida o la zidovudina.

### Paracetamol i alcohol
Els pacients alcohòlics, amb hepatitis vírica o altres hepatopaties tenen un risc major d'hepatotoxicitat pel paracetamol pel fet que la conjugació del fàrmac pot ser reduïda.
La depleció de les reserves de glutatió hepàtic limita la capacitat del fetge per a conjugar el paracetamol, predisposant el pacient per a noves lesions hepàtiques. Per tant, en els pacients amb malaltia hepàtica estable es recomana l'administració de les dosis mínimes durant un període màxim d'uns cinc dies, segons les característiques del cas.
Els pacients no han d'automedicar-se amb paracetamol si consumeixen més de tres begudes alcohòliques al dia. El paracetamol pot interferir amb els sistemes de detecció de glucosa reduint en un 120 per cent els valors mitjans de la glucosa en sang.

### Paracetamol i malaltia renal crònica
L'administració crònica de paracetamol s'ha d'evitar en pacients amb malaltia renal crònica. Diversos estudis han posat de manifest que hi ha el risc d'un desenvolupament de necrosi papil·lar, fallada renal o malaltia renal terminal. Igualment pot ser perillós l'ús de paracetamol quan s'administra per a tractament de febre persistent en xiquets amb malnutrició.
Els pacients no han d'automedicar-se amb paracetamol durant més de cinc dies en el cas dels xiquets i durant més de deu dies en els adults. La febre no ha de ser tractada amb paracetamol durant més de tres dies sense consultar al metge.

### Paracetamol i embaràs
Alguna publicació aïllada ha associat l'ús del paracetamol durant l'embaràs amb un menor pes i talla del fetus en nàixer. No obstant això, un estudi prospectiu de 48 casos de sobredosi de paracetamol durant l'embaràs no va posar en relleu cap cas de toxicitat fetal directament associada al fàrmac. El seu consum en embarassades, segons diversos estudis de cohorts i de casos i controls, no comporta un increment de la taxa de malformacions congènites comparada amb la de la població general. Ara per ara, les proves mèdiques disponibles no demostren que haver pres paracetamol al llarg de la gestació augmenti la incidència de trastorns de l'espectre autista en els fills.
El fet de prendre paracetamol durant l'embaràs, sobretot durant el primer trimestre, està directament relacionat amb l'increment de risc que el nadó pateixi asma. o alguna alteració gonadal durant el seu posterior desenvolupament. Tot i així, no està contraindicat durant el període de gestació, sempre que hagi estat prescrit per un metge i es tinguin en compte les limitacions relacionades amb la posologia indicada.

### Paracetamol i empatia
Un dels efectes pot ser la pèrdua de l'empatia davant el dolor d'altres persones.

## Interaccions i reaccions adverses
Els antiàcids i el menjar retarden i disminueixen l'absorció oral de paracetamol. Les fenotiazines interfereixen amb l'activitat del centre cerebral termoregulador, amb la qual cosa el seu ús concomitant amb el paracetamol pot ocasionar hipotèrmia. La presa del fàrmac en condicions de fred molt intens també disminueix significativament la temperatura corporal. No es recomana l'ús concomitant de paracetamol i salicilats, per estar augmentat el risc d'una nefropatia analgèsica, incloent necrosi papil·lar i malaltia renal terminal.
El paracetamol és preferible a l'aspirina en els pacients que necessiten un analgèsic estant en tractament amb warfarina. Les concentracions plasmàtiques de paracetamol augmenten un 50 per cent després d'administració de diflunisal, mentre que les concentracions d'aquest últim no són afectades. Els pacients tractats amb prilocaïna tenen un major risc desenvolupar metahemoglobinèmia.
El paracetamol és hepatotòxic, encara que en la major part de les ocasions aquesta toxicitat és el resultat d'una sobredosi o de dosis excessives administrades crònicament, en especial als nens. Hi ha diversos factors que modifiquen la susceptibilitat individual en casos de sobredosificació del fàrmac. L'hepatotoxicitat induïda pel paracetamol es manifesta com a necrosi hepàtica, icterícia, hemorràgies i encefalopatia. Després d'una sobredosi, les lesions hepàtiques es manifesten analíticament transcorregudes unes hores des de la ingesta. L'alcohol i els fàrmacs i agents que afecten a la funció del citocrom p450 poden agreujar la intoxicació per paracetamol. També s'ha suggerit que l'administració de dosis elevades en dejú pot ser potencialment hepatotòxica. En cas de sobredosi, el tractament d'elecció és la N-acetilcisteïna, que actua com a donador de -SH en substitució del glutatió. Si la dosi ingerida de paracetamol és massiva i existeixen signes de disfunció mitocondrial com acidosi làctica greu, estat metabòlic inestable o importants alteracions de la consciència, l'hemodiafiltració pot ser una alternativa terapèutica efectiva. Les reaccions d'hipersensibilitat al medicament són força infreqüents i acostumen a causar urticària, eritema, borradura, angioedema facial i febre. Els casos de reacció retardada (síndrome de Stevens-Johnson, necròlisi epidèrmica tòxica) o d'anafilaxi provocats per la presa de paracetamol són gairebé excepcionals i algunes vegades ocorren quan s'administra per via endovenosa amb mannitol com a excipient.

## Disponibilitat comercial

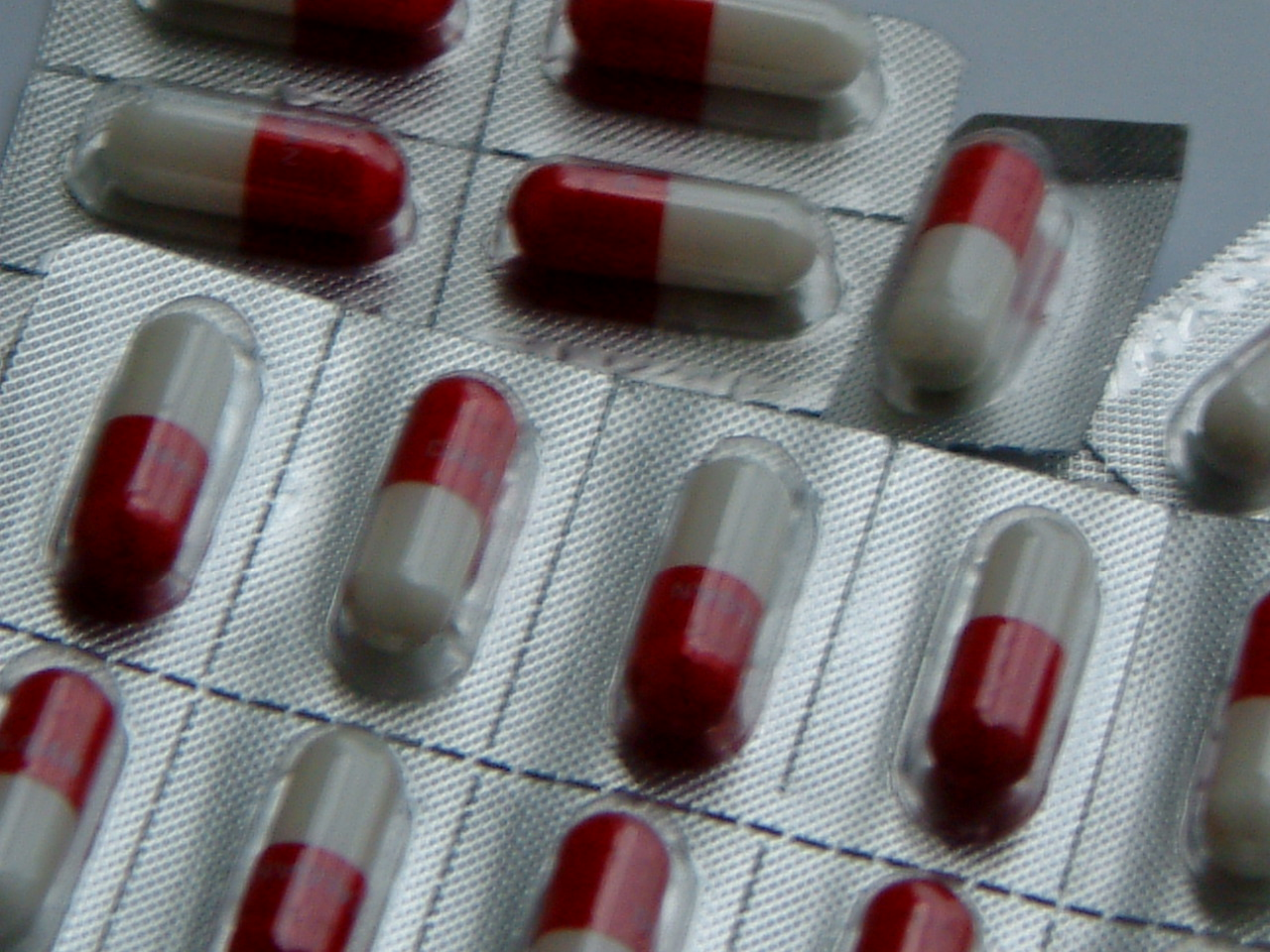
Comprimits de paracetamol

Generalment, el paracetamol es presenta en suspensió líquida (1 ml conté 100 mg de paracetamol), comprimits (80 mg o 500 mg de paracetamol per comprimit), supositoris (cada supositori conté 125 mg de paracetamol) i en xarop (20 mg de paracetamol per ml).

## Noms comercials
El paracetamol té diferents noms comercials al mercat com ara Abezen®, Alador®, Antidol®, Apiredol®, Apiretal®, Cupanol®, Dafalgan®, Difenatil®, Dolodavi®, Dolocatil®, Dolocatil infantil®, Dolostop®, Duorol®, Efferalgan®, Febrectal®, Gelocatil®, Gelocatil pediátrico®, Termalgin®, Xumadol®.